# Aeropuerto del Atolón Johnston
El Aeropuerto del Atolón Johnston (en inglés: Johnston Atoll Airport)  es el nombre que recibe un aeropuerto que se encuentra en el atolón de Johnston en las Islas menores alejadas de los Estados Unidos, en el Océano Pacífico a varios cientos de kilómetros al suroeste del estado de Hawái. Funcionó como una instalación activa del ejército estadounidense durante el siglo XX, pero el aeropuerto fue cerrado en 2005 y la pista no recibe mantenimiento; ahora se utiliza sólo en casos de emergencia.